# Rektorzy Akademii Górniczo-Hutniczej
Rektorzy Akademii Górniczo-Hutniczej – lista rektorów Akademii Górniczo-Hutniczej im. Stanisława Staszica w Krakowie,

## Rektorzy Akademii Górniczej
Lista rektorów Akademii Górniczej 1919–1949
| Kadencja  | Imię i nazwisko         | Data urodzenia   | Data śmierci     |
| --------- | ----------------------- | ---------------- | ---------------- |
| 1920–1922 | Antoni Hoborski         | 1 kwietnia 1879  | 9 lutego 1940    |
| 1922–1924 | Jan Studniarski         | 21 marca 1876    | 23 stycznia 1946 |
| 1924–1926 | Jan Krauze              | 1882             | 1969             |
| 1926–1928 | Edmund Chromiński       | 8 listopada 1874 | 17 września 1954 |
| 1928–1930 | Stanisław Skoczylas     | 1 marca 1875     | 8 stycznia 1968  |
| 1930–1931 | Henryk Korwin-Krukowski | 23 lutego 1860   | 19 kwietnia 1937 |
| 1931–1933 | Zygmunt Bielski         | 2 maja 1869      | 12 kwietnia 1944 |
| 1933–1939 | Władysław Takliński     | 17 grudnia 1875  | 19 stycznia 1940 |
| 1939–1945 | Walery Goetel           | 14 kwietnia 1889 | 6 listopada 1972 |
| 1945–1949 | Walery Goetel           | 14 kwietnia 1889 | 6 listopada 1972 |

## Rektorzy Akademii Górniczo-Hutniczej im. Stanisława Staszica w Krakowie
Lista rektorów Akademii Górniczo-Hutniczej im. Stanisława Staszica w Krakowie (od 1949)
| Kadencja  | Imię i nazwisko       | Data urodzenia       | Data śmierci        |
| --------- | --------------------- | -------------------- | ------------------- |
| 1949–1951 | Walery Goetel         | 14 kwietnia 1889     | 6 listopada 1972    |
| 1951–1956 | Zygmunt Kowalczyk     | 29 maja 1908         | 17 kwietnia 1985    |
| 1956–1958 | Witold Budryk         | 8 marca 1891         | 18 listopada 1958   |
| 1958–1961 | Feliks Olszak         | 1904                 | 1965                |
| 1961–1963 | Tadeusz Kochmański    | 1904                 | 1986                |
| 1963–1969 | Kiejstut Żemaitis     | 18 marca 1906        | 23 września 1973    |
| 1969–1972 | Jan Anioła            | 11 kwietnia 1908     | 5 października 1997 |
| 1972–1975 | Roman Ney             | 18 lutego 1931       | 25 sierpnia 2020    |
| 1975–1979 | Henryk Filcek         | 9 listopada 1928     | 2 marca 2011        |
| 1979–1981 | Roman Ney             | 18 lutego 1931       | 25 sierpnia 2020    |
| 1981–1987 | Antoni S. Kleczkowski | 5 maja 1922          | 19 stycznia 2006    |
| 1987–1993 | Jan Janowski          | 20 czerwca 1928      | 3 kwietnia 1998     |
| 1993–1998 | Mirosław Handke       | 19 marca 1946        | 22 kwietnia 2021    |
| 1998–2005 | Ryszard Tadeusiewicz  | 5 maja 1947          |                     |
| 2005–2012 | Antoni Tajduś         | 16 lutego 1949       |                     |
| 2012-2020 | Tadeusz Słomka        | 27 października 1948 |                     |
| od 2020   | Jerzy Lis             | 29 października 1954 |                     |